# Igensdorf
Igensdorf là một đô thị thuộc huyện Forchheim trong bang Bayern nước Đức. Đô thị Igensdorf có diện tích 28,85 km², dân số thời điểm 31 tháng 12 năm 2006 là 4800 người.

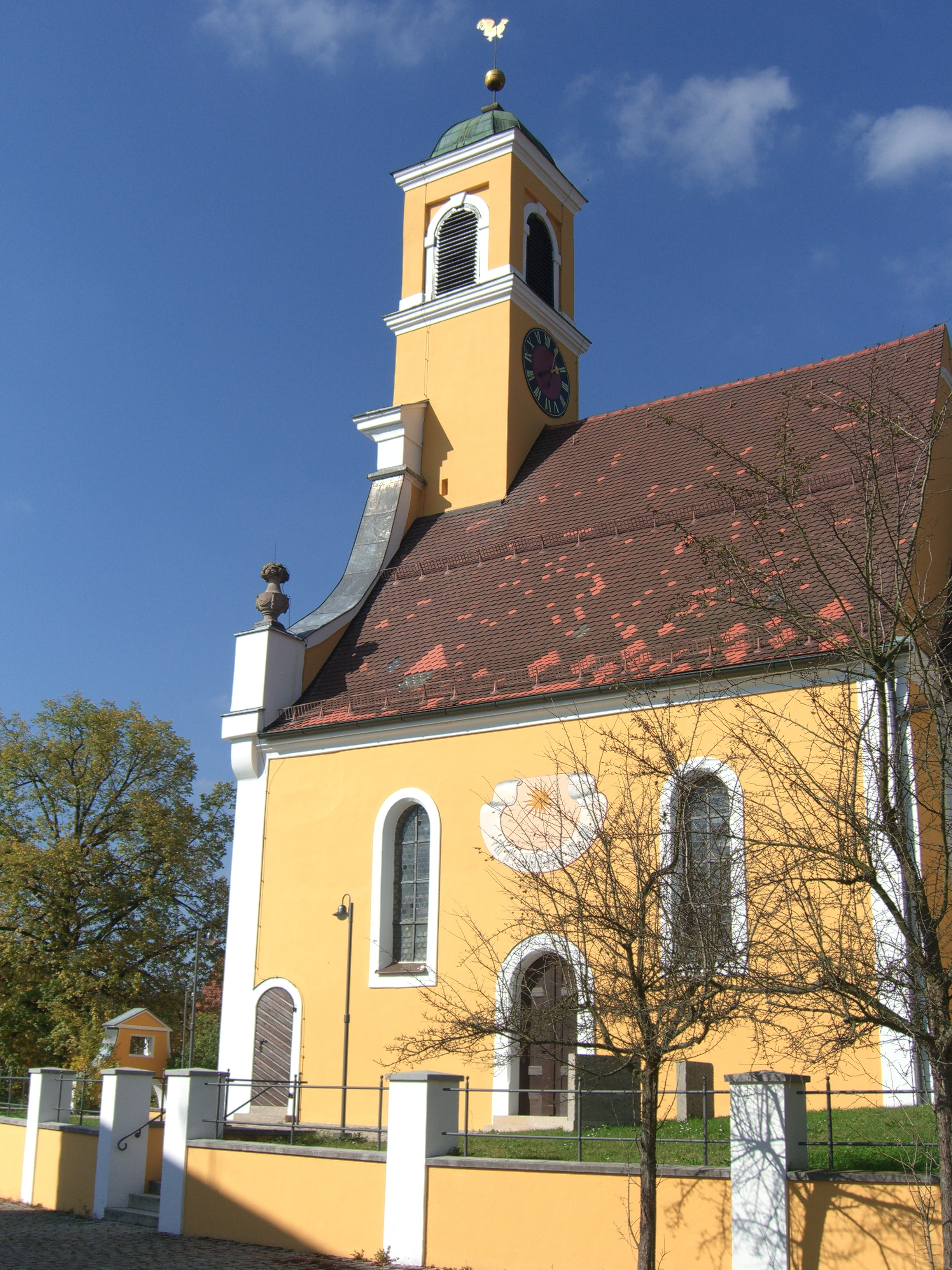
Giáo đường Saint George, Igensdorf